# DTV-Klassifizierung

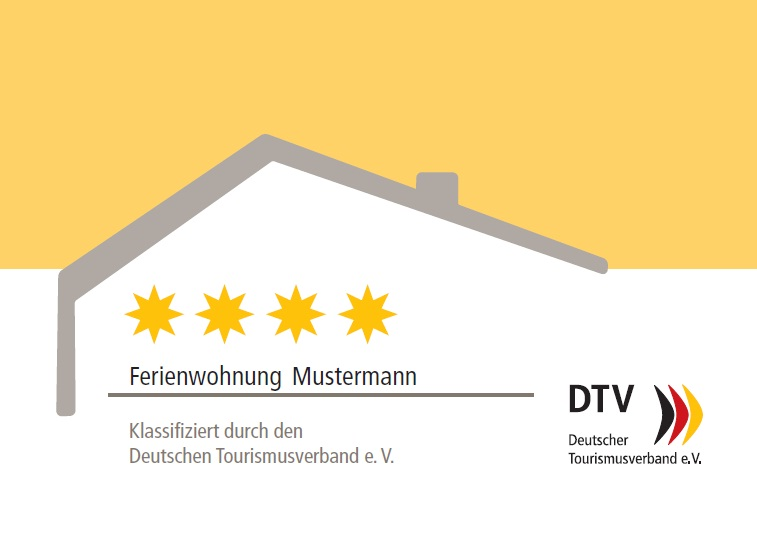
Individualisierbares Klassifizierungsschild im neuen Design der DTV-Klassifizierung (seit 2013)

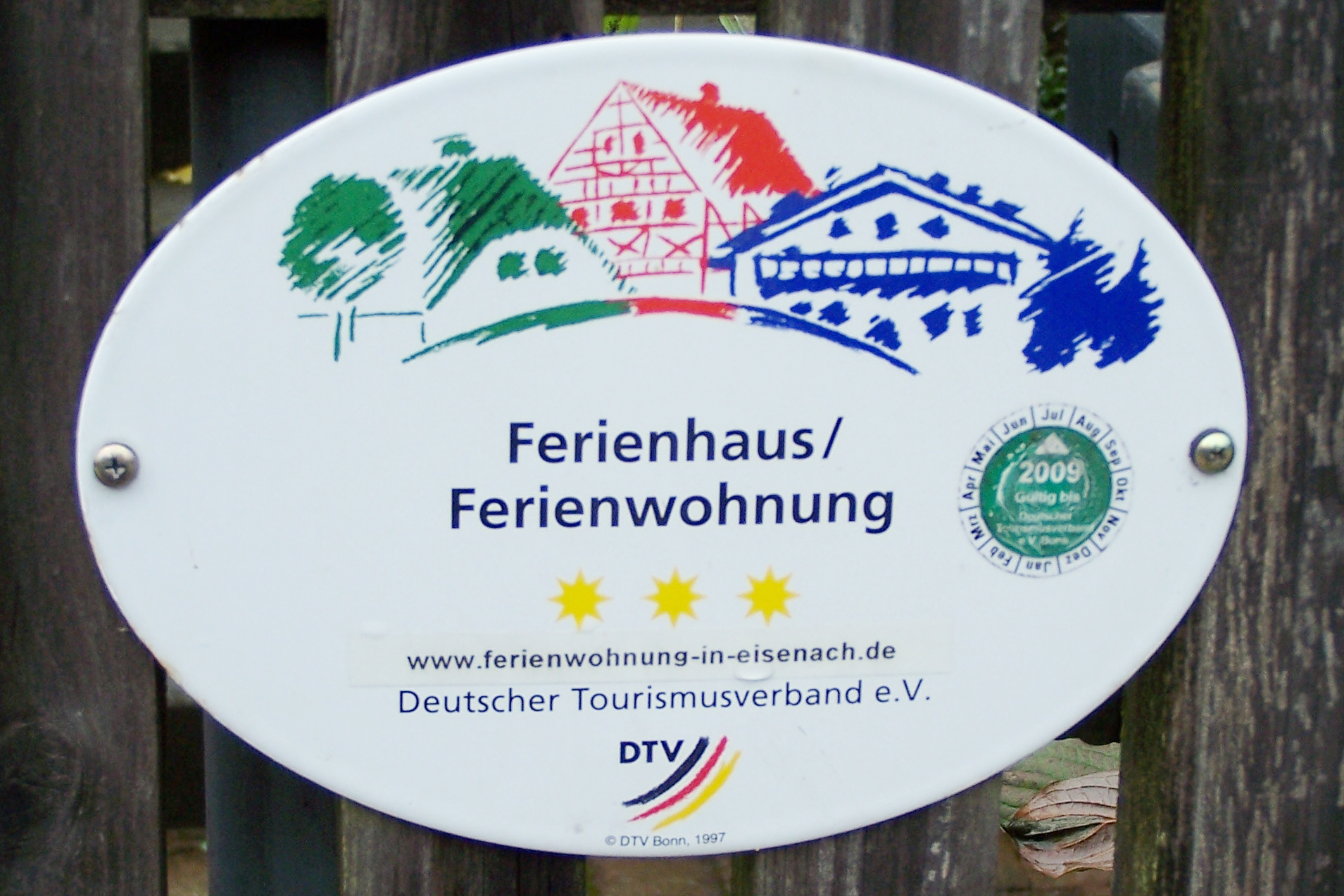
Plakette des DTV an einem zertifizierten Ferienhaus in Eisenach.

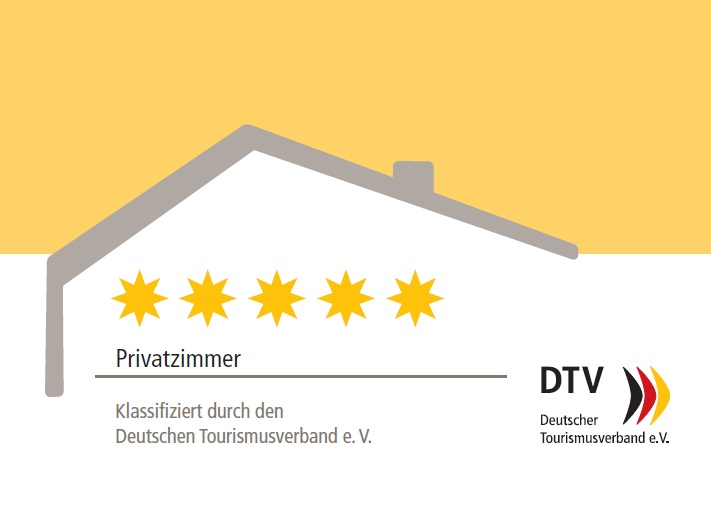
Klassifizierungsschild für Privatzimmer der Kategorie 5 Sterne (seit 2013)

Parallel zur Hotelklassifikation in Deutschland des Deutschen Hotel- und Gaststättenverbandes existiert die DTV-Klassifizierung vom Deutschen Tourismusverband. An der DTV-Klassifizierung können alle Anbieter von Ferienunterkünften bis einschließlich neun Betten in Deutschland teilnehmen. Bei einer DTV-Klassifizierung werden ein bis fünf Sterne vergeben. Die Teilnahme an der DTV-Klassifizierung ist freiwillig und drei Jahre gültig. Nach Ablauf der Zeit kann sie erneut durchgeführt werden.

## Mindeststandards und Kriterien
Um an der DTV-Klassifizierung teilnehmen zu können, müssen die Ferienunterkünfte der Gastgeber gewisse Mindestkriterien erfüllen. Liegen diese vor, kann die Bewertung anhand des Kriterienkatalogs vorgenommen werden.
Der aktuelle Kriterienkatalog umfasst rund 100 Kriterien, welche in 5 Kategorien zusammengefasst und unterschiedlich gewichtet werden. Bewertet werden unter anderem
1. Infrastruktur
2. Räumlichkeiten
3. Service
4. Freizeit
5. Besonderheiten

Die Kriterien werden kontinuierlich alle drei Jahre weiterentwickelt und optimiert sowie an die Erwartungen der Gäste angepasst.

## Praktische Durchführung
Die Durchführung der DTV-Klassifizierung liegt bei den örtlichen Tourismusorganisationen. Voraussetzung hierfür ist der Abschluss eines Lizenzvertrages zwischen der DTV Service GmbH und der Tourismusorganisation, welche die Klassifizierung anbietet und durchführt. Alle  Prüfer werden vom DTV geschult. 
Nach erfolgreicher Klassifizierung wird das Objekt gemäß dem Ergebnis in eine Sternekategorie (1–5) eingestuft. Mit diesem Ergebnis dürfen die Gastgeber drei Jahre werben. Die Authentizität der Sterne kann auf sterneferien.de überprüft werden.

## Die Bedeutung der Sterne

### Ferienhäuser/ -wohnungen
* Einfache und zweckmäßige Unterkunft
Einfache und zweckmäßige Gesamtausstattung des Objektes mit einfachem Komfort. Die erforderliche Grundausstattung ist vorhanden. Altersbedingte Abnutzun-gen sind möglich.
**  Unterkunft mit mittlerem Komfort
Zweckmäßige und gute Gesamtausstattung mit mittlerem Komfort. Die Ausstattung ist in einem guten Erhaltungszustand und in solider Qualität.
***  Unterkunft mit gutem Komfort
Wohnliche Gesamtausstattung mit gutem Komfort. Die Ausstattung ist von besserer Qualität, bei optisch ansprechendem Gesamteindruck.
****  Unterkunft mit gehobenem Komfort
Höherwertige Gesamtausstattung mit gehobenem Komfort. Ansprechende Qualität mit einem aufeinander abgestimmten Gesamteindruck.
*****  Unterkunft mit erstklassigem Komfort
Erstklassige Gesamtausstattung mit exklusivem Komfort. Großzügiges Angebot in herausragender Qualität mit sehr gepflegtem, außergewöhnlichem Gesamteindruck.